# Afersigua
Afersigua (en árabe: فرسيوة‎, en francés: Farsioua El Foukania) es una localidad marroquí perteneciente al municipio de Alcazarseguir, la región de Tánger-Tetuán-Alhucemas. Desde 1912 hasta 1956 perteneció a la zona norte del Protectorado español de Marruecos.